# Psammolestes
Psammolestes is een geslacht van wantsen uit de familie van de Reduviidae (Roofwantsen). Het geslacht werd voor het eerst wetenschappelijk beschreven door Ernst Evald Bergroth in 1911.

## Soorten
Het genus bevat de volgende soorten:

- Psammolestes arthuri (Pinto, 1926)
- Psammolestes coreodes Bergroth, 1911
- Psammolestes tertius Lent & Jurberg, 1934